# Венсен, Жан-Батист Биссо де
Жан-Батист Биссо де Венсен (фр. Jean-Baptiste Bissot de Vincennes; 19 января 1668 — 1719 год) — французский военнослужащий и исследователь Северной Америки, оказал большое влияние на политику индейского народа майами на рубеже XVII и XVIII веков.

## Биография
Жан-Батист Биссо де Венсен родился в Квебеке 19 января 1668 года. Он был одним из 12 детей Франсуа Биссо де Ла Ривьера и Мари Куйяр. Его отец получил сеньорию за свой кожевенный завод на реке Святого Лаврентия в 1672 году. Жан-Батист поступил в семинарию Квебека в 1676 году, но через четыре года покинул это учебное заведение.
В 1694 и 1695 годах он продал своё имущество, которым владел в Квебеке, и был назначен вторым прапорщиком в колониальных регулярных войсках. В 1696 году Венсен женился на Маргерит Форестье в Монреале, дочери хирурга Антуана Форестье и Мари-Мадлен Ле Кавелье. Впоследствии, у них родилось четыре дочери и три сына, наиболее известным из которых стал Франсуа-Мари, продолживший дело своего отца и погибший во время разгрома экспедиции Пьера д’Артагиэта против чикасо в 1736 году.
В 1696 году губернатор Новой Франции Луи де Бюад де Фронтенак назначил Венсена командующим французскими аванпостами на северо-востоке современной Индианы и юго-западе Мичигана. Венсен подружился с лидерами майами и более 20 лет оказывал влияние на политику племени. Он поселился сначала на реке Сент-Джозеф, а в 1704 году основал торговый пост и форт в Кекионге, большом поселении майами, на месте современного Форт-Уэйна. В том же году губернатор Новой Франции Филипп де Риго де Водрёй сообщил в Париж, что Венсен пользуется большим влиянием на племя майами и что Новая Франция остро нуждается в его услугах.
В 1712 году Венсен служил заместителем командующего в форте Детруа. С этого года и по 1719 он постоянно проживал с майами, устраивая их примирение с соседними племенами и побуждая к войне против фоксов. Одной из его главных обязанностей было не допустить, чтобы союзные Франции индейские племена попали под контроль англичан. Для достижения этой цели Водрёй поручил Венсену уговорить майами покинуть район реки Моми, где они недавно поселились, и вернуться в свою старую деревню близ форта Сен-Жозеф на юго-восточной оконечности озера Мичиган.
Венсен участвовал в первой войне с фоксами и помог, вместе с майами, одержать победу над ними. Он умер в 1719 году в Кекионге и его сын сменил его на посту командующего французскими войсками в стране майами. После его смерти Жаком-Шарлем Рено Дюбюиссоном в районе реки Моми был создан постоянный французский гарнизон.